# Pád Gondolinu
Pád Gondolinu je kniha od britského autora J. R. R. Tolkiena. Pád Gondolinu je jedním z příběhů, který utvořil základ i pro známější Silmarillion. Kniha vyšla v originále v roce 2018, český překlad poté o rok později.
Pád Gondolinu je jedním ze tří příběhů z Prvního věku Středozemě, který vyšel jako samostatná kniha. Další dvě jsou Húrinovy děti a Beren a Lúthien.  

## Okolnosti vzniku
Jedná se o poslední knihu, kterou Christopher Tolkien připravil z pozůstalosti svého otce k vydání. Příběh o pádu Gondolinu byl první prózou ze světa Středozemě, kterou Tolkien napsal (ale nevydal). První verze vznikla již v roce 1917, tedy v době, kdy probíhala první světová válka a Tolkien bojoval na západní frontě. Christopher Tolkien doplňuje tuto základní verzi o několik dalších, které jeho otec sepisoval postupem času. Žádná z pozdějších verzí však nikdy nebyla dokončena. Jednotlivé verze Christopher Tolkien komentuje, popisuje rozdíly mezi nimi a doplňuje jejich genezi. Pověst o pádu Gondolinu byla zahrnuta, byť ve značně zkrácené podobě, i do Silmarillionu.
Pád Gondolinu vypráví v určitém slova smyslu dva příběhy. Jeden epický a románový o cestě hrdiny Tuora do ukrytého Gondolinu a jeho následné zkáze. Druhý je spíše literárně-vědeckého charakteru a pojednává o vzniku a celkovém vývoji vyprávění.

## Děj
V knize je zachycen příběh pádu Gondolinu, posledního města Noldor v Beleriandu. Hlavní příběhová linie se věnuje postavě Tuora, z rodu Hadora. Tuor byl synem Huora, který padl v Bitvě nespočetných slz (Nirnaeth Arnoediad), když se se svým vojskem obětoval, aby umožnili útěk noldorských elfů pod vedením Turgona zpět do Gondolinu. Tuorova matka Rían se rozhodla svého muže nalézt. Po zjištění, že zemřel, ale onemocněla a krátce na to zemřela i ona. Svého syna Tuora svěřila do péče Šedých elfů (Sindar) pod vedením Annaela, kteří, stejně jako zbylí lidé z Hadorova rodu, žili v Hithlumu u jezera Mithrim.
Do jejich země ale Temný pán Morgoth přestěhoval zlé lidi z Východu, kteří Tuorův lid a elfy zotročovali a zabírali jejich půdu. Kvůli všudypřítomnému nebezpečí se Annael rozhodl odvést svůj lid do jeskyní Androth, kde byli nuceni žít velice ostražitě. Tuor mezitím vyrostl. Když mu bylo šestnáct let dovedl zacházet se zbraněmi a v srdci se mu rodila touha po pomstě. V této době se Annael rozhodl svůj lid odvést směrem na jih, k Noldorské bráně (Annon-in-Gelydh). Tuor elfy na jejich cestě doprovázel, ale brzy se o jejich pochodu dozvěděli skřeti a Východňané a s velkým vojskem je napadli. Během jejich útoku se Tuor ukázal být, i přes svůj nízký věk, schopným válečníkem a pobil mnoho nepřátel, i přesto byl ale zajat a odvlečen do otroctví.
Tuor se stal otrokem Lorgana, náčelníka Východňanů, který vládl v Dor-lóminu jako Morgothův leník. S Tuorem bylo v otroctví zacházeno velice hrubě, Lorgan se všemožně snažil zlomit hrdost Hadorova rodu. Tuor ale celé své utrpení snášel s obdivuhodnou trpělivostí a Lorgan si jej brzy oblíbil pro jeho sílu a pracovitost. Po třech letech strávených v otroctví se Tuorovi konečně naskytla příležitost k útěku. Jednoho dne při práci v lese se náhle vrhl na stráže, všechny je pobil a následně utekl do kopců. Při svém útěku se dostal zpátky do jeskyní Androth, kde následně strávil čtyři roky jako psanec. Po dobu těchto let si vydobyl značnou reputaci a jeho jméno budilo hrůzu, jelikož často vycházel a pobíjel stráže Východňanů. Po určité době Tuora život psance omrzel a rozhodl se vyhledat Noldorskou bránu, ke které měl původně namířeno s elfy.
U Noldorské brány potkal dva noldorské elfy, Arminase a Gelmira, kteří mu ukázali, kterým směrem se dostane do Nevrastu. V Nevrastu se Tuorovi zalíbilo a strávil tam celý rok. Jednoho dne si všiml sedmi labutí a rozhodl se je následovat směrem k pobřeží, kde objevil trosky starobylého elfského města Vinyamaru. Vinyamar byl předchozím sídlem Velekrále Noldor Turgona, který se poté se svým lidem přesunul do Gondolinu.
Ve hlavní síni Vinyamaru Tuor objevil starobylé elfské brnění, které tam zanechal Turgon, a oblékl si jej na sebe. Po prozkoumání trosek se vydal zpět k moři. Na moři se mezitím rozpoutala veliká bouře. Během bouře se z vysokých mořských vln vynořil jeden z Valar, Ulmo, Pán vod, který jej celou cestu tajně naváděl, aby se s ním mohl setkat. Ulmo, jakožto jediný z Valar, litoval osudu Noldor a nechtěl je nechat padnout v jejich boji proti Morgothovi. Tuorovi dal za úkol vypravit se do Gondolinu, kde měl králi Turgonovi vyřídit proroctví o pádu Gondolinu. Ulmo totiž velice dobře věděl, že Melkor poslední město Noldor velice usilovně hledá a bude jen otázkou času, než se o jeho poloze dozví. S Tuorem poslal Ulmo na cestu i elfa Voronwëho, který pocházel z Gondolinu, ale při poslední noldorském pokusu doplavit se do Valinoru se ztratil na moři. Ulmo jej tedy zachránil, aby Tuora dovedl do Gondolinu. Ulmo Tuora rovněž obdařil magickým pláštěm, který jej měl ochránit před zraky všech nepřátel.
Tuor a Voronwë se vypravili na dalekou pouť do Gondolinu. Na cestě museli odolat mnoha nebezpečím, museli odolat zlým zimním větrům, byli nuceni utíkat před skřetími hlídkami, až se nakonec za pomoci orlů, kteří skřety zahnali, dostali k tajnému vchodu do gondolinského údolí v Okružních horách. Zde je ihned zajali stráže z Gondolinu a dovedli je před krále Turgona. Při výslechu promluvil skrze Tuora samotný Ulmo, který elfům sdělil, že Morgoth je nyní velmi blízko k tomu, aby jejich město objevil. Ulmo dal Turgonovi dvě možnosti, buď se připravit na největší válku s Morgothem anebo se svým lidem uprchnout do jižních přístavů, vydat se zpět do Valinoru a prosit Valar o odpuštění. Králův synovec Maeglin ale promluvil proti slovům Tuora a král pocítil rozpolcenost. Za dlouhou dobu gondolinského utajení v sobě pociťoval silnou lásku ke svému městu a svým lidem a stále tvrdohlavě věřil v jejich bezpečné utajení. Nechtěl svůj lid vystavit nebezpečím, která by je mohla potkat při dlouhé cestě k jižním přístavům a na základě toho se rozhodl nenaslouchat Ulmovým radám a město neevakuoval.
Ulmova rada s ním ale přeci jen pohnula a z toho důvodu vydal rozkaz, aby tajná cesta do Gondolinu byla zavřena. Kvůli tomu se tak zamezilo odchodu z Ukrytého města. Tuor byl donucen v Gondolinu zůstat. Tuor se velice rychle stal v Gondolinu velice váženým a oblíbeným a král Turgon jej měl upřímně rád. Po sedmi letech v Gondolinu se Tuor zamiloval do královy dcery Idril, která jej rovněž velmi milovala. Turgon jim dal své požehnání a Tuor s Idril uspořádali velkolepou a krásnou svatbu. Sňatek Tuora a Idril byl v historii druhým sňatkem mezi smrtelným člověkem a elfkou. Krátce po jejich svatbě se jim narodil syn Eärendil. Eärendil se později stal otcem Elronda a Elrose.
Ovšem radostné chvíle neměly dlouhého trvání. Maeglin, který Tuora nenáviděl, protože on sám velmi miloval Idril a toužil po jejím srdci, plánoval pomstu. Jednoho dne se ztratil v Okružních horách, příliš se vzdálil od Gondolinu, zde ho zajali Morgothovi špehové, kteří jej dovlekli před Morgotha. Morgoth se od něho chtěl dozvědět přesnou polohu Ukrytého města a Maeglinovi lstivě přislíbil, že až bude město dobyto, bude mu Maeglin smět vládnout s Idril po boku. Maeglin tedy, s vidinou vlastního zisku, prozradil Morgothovi polohu Gondolinu, do detailů mu popsal vzhled gondolinského údolí a rovněž i obranné možnosti města. Potěšený Morgoth jej nechal jít, aby jeho dlouhá absence nebudila podezření.
Idril měla již delší dobu předtuchu zla a z toho důvodu apelovala na Tuora, aby nechal vyhloubit tajný tunel, který bude sloužit jako ukrytá úniková cesta z města. Idril díky své předtuše ztratila důvěru ve stávající Únikovou cestu, o které všichni v Gondolinu věděli.
Na základě informací do Maeglina Morgoth brzy započal ohromnou invazi svých vojsk do Gondolinu, jehož lidé byli překvapivým útokem zcela zaskočeni. Tuor byl jedním z mnoha velitelů obrany Gondolinu a město udatně bránil proti Morgothovým vojskům. Největším Tuorovým skutkem bylo zahnání obrovského ohnivého draka. Přesto že měl Gondolin velice silné vojsko plné elitních vojenských oddílů, neměli proti obrovské armádě skřetů, balrogů a draků šanci a postupně ztráceli naději. Morgothovy oddíly systematicky pronikaly hlouběji a hlouběji do města a na každém kroku zanechávaly zkázu.
Během bitvy se zrádný Maeglin pokusil zabít Eärendila a unést Idril. Tuor byl ale včas varován, zachránil svou rodinu a ve svém hněvu svrhl Maeglina z vysokých hradeb města.
Po zjištění, že je bitva beznadějná, shromáždili k sobě Tuor a Idril co nejvíce lidí z města a tajnou cestou uprchli z Gondolinu. Přeživší se odhodlali k daleké cestě na jih Beleriandu k Ústí Sirionu. Gondolin byl srovnán se zemí, král Turgon odmítl své město opustit a sám zemřel v ohních. U Ústí Sirionu se uprchlíci z Gondolinu setkali s přeživšími z Doriathu pod vedením Elwing. Elwing se stala později manželkou Eärendila.
Tuor, který již velice dlouho cítil ohromnou touhu po moři, si postavil loď Eärrámë a společně s Idril odpluli do Valinoru. Za své hrdinské skutky byl Tuor přijat jako jeden z Noldor a byl mu darován nesmrtelný život v blaženém Valinoru.

## Interpretace
Velký vliv na výslednou podobu Gondolinu měla starověké město Trója a to především díky Homeróvě Iliadě a Vergiliově Aeneidě. Značnou podobnost lze zcela jistě pozorovat u samotného pádu Gondolinu, který byl připodobněn k obléhání a pádu samotné Tróji. Obě města byla považována za nedobytná a obě města padla následkem zrady. Byť se zrady v obou případech liší, důsledek byl stejný. Obránci obou měst byli nečekaným útokem zaskočeni. Stejně jako Trojský kůň dopravil Řeky do Tróji, dopravili Morgothovi ohniví draci skřety a balrogy do Gondolinu. Gondolin se mimo jiné stejně jako Trója stal základem pozdějších dynastií a říší.
V knize je líčeno putování Tuora do elfského města Gondolinu a setkání s Pánem vod Ulmem. Rovněž je zde představena postava Eärendila, hvězdoplavce, kterého Tolkien vymyslel dříve než všechno ostatní ze své rozsáhlé mytologie. Garth zastává názor, že při vymyšlení těchto postav hrál významnou roli anglický Cornwall. Tuorovy zážitky Garth připodobňuje k Tolkienově návštěvě Cornwallu v roce 1914. V souvislosti s touto návštěvou si Garth myslí, že hvězdné cornwallské nebe inspirovalo i postavu hvězdného námořníka Eärendila. V tomto kontextu je Tuorův příběh příběhem Tolkienovým.
Pád Gondolinu rovněž dle Gartha proměňuje Tolkienovy přímořské zážitky v určitý mýtus. Tuor se stane prvním smrtelníkem, který uvidí moře. Je schopen poznat, jak ohromnou sílu moře má, když vidí, jak si voda proráží cestu říční roklí, ze které sám vyšplhal. Země Nevrast, kde Tuor poprvé spatří moře, nese význačné rysy Cornwallu.
Pád Gondolinu spadá do žánru psaní „o ztracených světech“. Průkopníkem tohoto žánru byl Haggard a jeho Doly krále Šalamouna. V tomto díle hlavní hrdina zdolává náročné a téměř neschůdné překážky a zábrany, aby nakonec nalezl skryté město. Částečnou inspiraci si Tolkien rovněž mohl vzít i z objevů inckých měst Machu Piccu a Vilcabamba v roce 1911. Tolkien se ale zásadně odlišuje tím, že jeho Gondolin je objeven na vrcholu své moci, a navíc v příběhu, který nese rysy, jako by byl zapsán před dávnými časy. Není objeven současnými badateli ve stádiu úpadku a značného rozkladu.
Město Gondolin představuje sídlo starobylé tradice, kde je Tuor zasvěcen do umění a různých řemesel. Pro Tuora rovněž zosobňuje město lásky, kde se ožení s Idril. Ukryté a mocné město žilo v dojmu falešného pocitu bezpečnosti, ale jakmile je prozrazena jeho poloha, je zničeno. Zcela jistě lze spatřovat jistou podobnost s Trójou, ale Gondolin se měl především stát archetypem všech velkých zaniklých měst v lidských dějinách. Podobnost s Trójou však nabyla většího významu v okamžiku, kdy Tolkien rozšířil svůj kánon o Druhý a Třetí věk. V Aeneidě od Vergilia Aeneas odvede uprchlíky z Tróje do Itálie a stane se jakýmsi praotcem Říma. Podle středověké tradice byla Trója základem evropských národů. Ve stejném duchu i Tuor odvede do bezpečí přeživší z Gondolinu a stane se praotcem králů Númenoru z Druhého věku.
V obléhání a pádu Gondolinu se dle Gartha projevily i autorovy zážitky z bitvy na Sommě. Zejména motiv ohně, který je při obléhání velmi zdůrazňován má evokovat hrůzu z německých plamenometů. Plameny všude vrhají i balrogové anebo je chrlí i zvláštní stroje-draci. Tato monstra válcují veškeré překážky před nimi. Jejich pancíř je odolný vůči ohni a elfským šípům a z jejich „dutých břich“ vybíhají velké počty skřetů. Tyto detailní popisy připomínají tanky, které byly poprvé použity v září 1916 na Sommě.

## Přijetí díla
Pavel Mandys negativně hodnotí samotný žánr, jelikož je dle jeho názoru žánr pověsti v dnešní době již zastaralý. Především v porovnání s pozdějšími Tolkienovými romány, které Mandys pokládá za zdařilejší. Negativně rovněž hodnotí malé množství dialogů, které jsou navíc plné patosu, vytýká černobílé postavy. Vyprávění označuje za těžkopádné, které postrádá „zemitost a civilnost Hobita a Společenstva Prstenu“. Kladně však hodnotí apokalyptické pasáže věnované dobývání a pádu města, zejména vyzdvihuje důkladný popis ohnivých draků-strojů. Z důkladných popisů bitvy lze prý cítit hrozivou zkušenost z první světové války.
Radovan Kolbaba knihu z čtenářského hlediska srovnává s Hobitem a Silmarillionem a udává, že svoji „stravitelností“ stojí někde na pomezí. Označuje je ale spíše za text pro znalce Tolkienovy mytologie. Pozitivně hodnotí prolog, editorské poznámky a vsuvky Christophera Tolkiena, které dle něho napomáhají celkové srozumitelnosti díla. Kladně se vyjadřuje o doprovodných ilustracích od Alana Leeho. Ilustrace obsažené v Pádu Gondolinu označuje jako nejlepší, co kdy Lee vytvořil. Negativně Kolbaba hodnotí možná větší náročnost pro běžného čtenáře, který se tolik neorientuje v Tolkienových reáliích.
Michaela Tylová kladně hodnotí kvalitně napsaný prolog od Christophera Tolkiena a zároveň i jeho „záchytné body“ v podobě zmínek známějších postav z Tolkienova světa, které ulehčují čtenářovu orientaci v příběhu. Pozitivně rovněž hodnotí i editorovy popisy rozdílů mezi jednotlivými verzemi příběhu, které označuje za velice zajímavé. Knihu označuje jako vhodnou pro tolkienovské nadšence, ale i běžné čtenáře méně seznámené s jeho světem. Kladně se Tylová vyjadřuje i o ilustracích Alana Leeho. 
Evan Lewis označil za největší slabinu knihy především fakt, že od čtenáře předpokládá znalost Tolkienova světa a jeho ostatních děl. Tuto slabinu ale zároveň považuje na druhé straně za přednost, jelikož oddaní čtenáři Tolkienových děl velmi ocení odkazy na ostatní knihy, díky kterým tak celý příběh působí komplexněji.